# Andrew Watt
Andrew Wotman (Nova Iorque, 20 de outubro de 1990), mais conhecido como Andrew Watt, é um musicista, guitarrista, cantor e produtor musical norte-americano.